# 热讷拉尔
热讷拉尔（法語：Génelard，法語發音：[ʒenlaʁ]）是法国索恩-卢瓦尔省的一个市镇，位于该省中西部，属于欧坦区。

## 地理
热讷拉尔（46°34'55"N, 4°14'13"E）面积22.13 平方千米，位于法国勃艮第-弗朗什-孔泰大區索恩-卢瓦尔省，该省份为法国中部省份，北起顺时针与科多尔省、汝拉省、安省、罗讷省、卢瓦尔省、阿列省和涅夫勒省接壤。
与热讷拉尔接壤的市镇（或旧市镇、城区）包括：锡里勒诺布勒、乌德里、帕兰日。

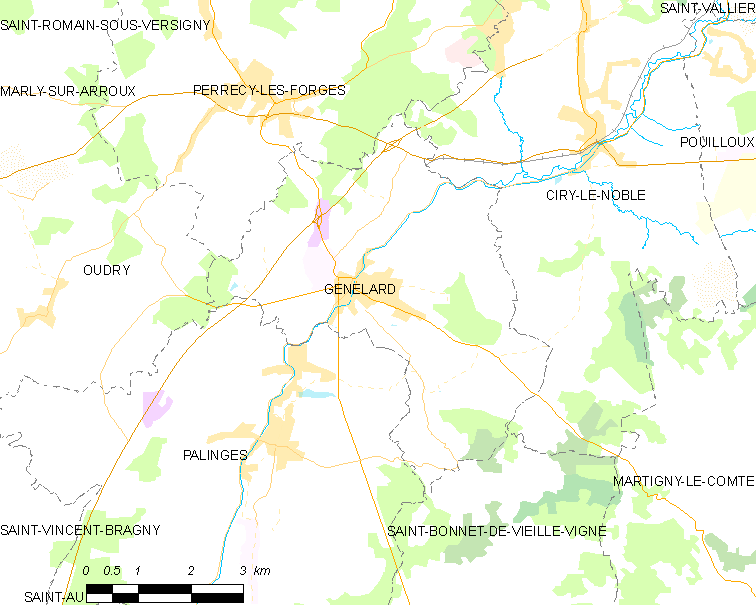
热讷拉尔的OSM定位图

热讷拉尔的时区为UTC+01:00、UTC+02:00（夏令时）。

## 行政
热讷拉尔的邮政编码为71420，INSEE市镇编码为71212。

## 政治
热讷拉尔所属的省级选区为圣瓦利耶县。

## 人口

1962-2008年间热讷拉尔人口变化图示

热讷拉尔于2022年1月1日时的人口数量为1407人。